# Eicca Toppinen
Eicca Toppinen (född Eino Matti Toppinen  5 augusti 1975. Han är en finsk cellist i bandet Apocalyptica.
Han är gift med den finska skådespelerskan Kirsi Ylijoki och har två söner: Eelis och Ilmary.